# Bathylagidae
Famille
Les garcettes ou bathylagidés (Bathylagidae) forment une famille de poissons marins de l'ordre des Osmeriformes.
Ce sont de petits poissons (jusqu'à 25 cm de long) qui vivent dans les eaux profondes dans les océans, jusqu'à 1 500 m de profondeur. Ils se nourrissent de plancton, en particulier de krill.

## Liste des genres et espèces
Il y a 23 espèces réparties dans 8 genres.
- Genre Bathylagichthys
  - Bathylagichthys australis Kobyliansky, 1990.
  - Bathylagichthys longipinnis (Kobyliansky, 1985).
  - Bathylagichthys parini Kobyliansky, 1990.
  - Bathylagichthys problematicus (Lloris & Rucabado, 1985).
- Genre Bathylagoides
  - Bathylagoides argyrogaster (Norman, 1930).
- Genre Bathylagus
  - Bathylagus andriashevi Kobyliansky, 1986.
  - Bathylagus antarcticus Günther, 1878.
  - Bathylagus borealis Gilbert, 1896.
  - Bathylagus callorhini (Lucas, 1899).
  - Bathylagus euryops Goode & Bean, 1896.
  - Bathylagus gracilis Lönnberg, 1905.
  - Bathylagus greyae Cohen, 1958.
  - Bathylagus niger Kobylyanskii 2006.
  - Bathylagus nigrigenys Parr, 1931.
  - Bathylagus pacificus Gilbert, 1890.
  - Bathylagus stilbius (Gilbert, 1890).
  - Bathylagus tenuis Kobyliansky, 1986.
  - Bathylagus wesethi Bolin, 1938.
- Genre Dolicholagus
  - Dolicholagus longirostris (Maul, 1948).
- Genus Leuroglossus
  - Leuroglossus schmidti Rass, 1955.
- Genre Lipolagus
  - Lipolagus ochotensis (Schmidt, 1938).
- Genus Melanolagus
  - Melanolagus bericoides (Borodin, 1929).
- Genre Pseudobathylagus
  - Pseudobathylagus milleri (Jordan & Gilbert, 1898).